# بوجا غاندي
بوجا غاندي هي عارضة وممثلة هندية، ولدت في 7 أكتوبر 1983 في الهند.

## وصلات خارجية
- بوجا غاندي على موقع IMDb (الإنجليزية)